# C. P. Malcolm & Company
C. P. Malcolm & Company war ein US-amerikanischer Hersteller von Motoren und Automobilen.

## Unternehmensgeschichte
Das Unternehmen hatte seinen Sitz in Oxford in Michigan. Hauptsächlich stellte es Ottomotoren her. 1900 entstanden eigene Personenkraftwagen. Der Markenname lautete Malcolm. Nach 1903 verliert sich die Spur des Unternehmens.

## Produkte
Das Unternehmen stellte Zweitaktmotoren her. Bekannt sind Ein-, Zwei- und Vierzylindermotoren. Abnehmer war unter anderen die Owosso Carriage Company.
Die selbst hergestellten Fahrzeugen hatten natürlich eigene Motoren. Ein Zweizylindermotor mit 5 PS Leistung trieb einen Runabout an. Daneben gab es einen zwei- und einen dreisitzigen Tourenwagen mit einem Zweizylindermotor, der 8 PS leistete. Die Neupreise lagen zwischen 800 und 1000 US-Dollar.